# San Martín Amatitlán
San Martín Amatitlán är en ort i Mexiko.   Den ligger i kommunen Xalpatláhuac och delstaten Guerrero, i den sydöstra delen av landet, 240 km söder om huvudstaden Mexico City. San Martín Amatitlán ligger 1 578 meter över havet och antalet invånare är 218.
Terrängen runt San Martín Amatitlán är huvudsakligen kuperad, men åt sydost är den bergig. Runt San Martín Amatitlán är det ganska glesbefolkat, med 36 invånare per kvadratkilometer. Närmaste större samhälle är Malinaltepec, 19,3 km sydväst om San Martín Amatitlán. I omgivningarna runt San Martín Amatitlán växer huvudsakligen savannskog.